# Miquel Glicàs
Miquel Glicàs (en llatí Michael Glycas, en grec Μιχαὴλ ὁ Γλυκᾶς) fou un historiador romà d'Orient, nascut a Constantinoble o a Sicília (per això és anomenat de vegades Miquel Sícul o Miquel de Sicília). La seva època és indeterminada i mentre alguns pensen que va viure al segle xv i es comunicava per correspondència amb el darrer emperador Constantí XI Paleòleg, que va morir a la presa de Constantinoble pels otomans el 1453, altres, al·legant que aquestes cartes són apòcrifes, pensen que va viure al segle xii. El que és segur és que fou posterior al 1118, ja que els seus annals arriben fins a aquella data.
Probablement Glicàs era eclesiàstic, tenia molts coneixements i dominava diversos idiomes. L'estil de la seva obra és clar i concís i és considerat un dels millors historiadors romans d'Orient. La seva obra principal són els Annals (Βίβλος χρονικὴ) dividits en quatre parts. La primera part parla de la creació del món i és un tractat físic i teològic. La segona part vol ser històrica, i va des de la creació del món fins al temps de Crist. La tercera part des de Jesucrist fins al regnat de Constantí I el Gran, i la quarta fins a la mort de l'emperador Aleix I Comnè el 1118.
També va deixar nombroses cartes, moltes sobre temes teològics.